# Synodische dag
Een synodische dag of zonnedag is de periode die een planeet nodig heeft om eenmaal om zijn as te roteren gezien vanaf het hemellichaam waar hij omheen draait (in het Zonnestelsel de Zon), ook wel aangeduid als de daglengte. De synodische dag staat tegenover de siderische dag, de periode die een planeet nodig heeft om om zijn as te roteren ten opzichte van de sterren. 
Anders gezegd kan een synodische dag worden gezien als de tijd tussen twee zonsopkomsten (als het verschil tussen de seizoenen verwaarloosd wordt), terwijl een siderische dag de tijd is tussen twee opkomsten van dezelfde ster. De twee zijn voor bijvoorbeeld de Aarde niet helemaal gelijk omdat de Aarde om de Zon beweegt, zodat de Zon vanaf de Aarde gezien elke dag een klein stukje verschuift ten opzichte van de sterren. Op planeten met een langere omlooptijd zal het verschil tussen de siderische en synodische dag kleiner zijn. Vanaf de Aarde gezien beweegt de Zon over een denkbeeldige lijn langs de hemelglobe, die de ecliptica wordt genoemd. Deze schijnbare beweging van de Zon bedraagt een klein beetje minder dan een booggraad per dag (360 graden per jaar; er zitten 365,2422 dagen in een jaar).
Op Aarde duurt de synodische dag volgens de voormalige definitie gemiddeld 24 uur, en nu iets in de orde van 1 ms langer.